# 필립 휴스

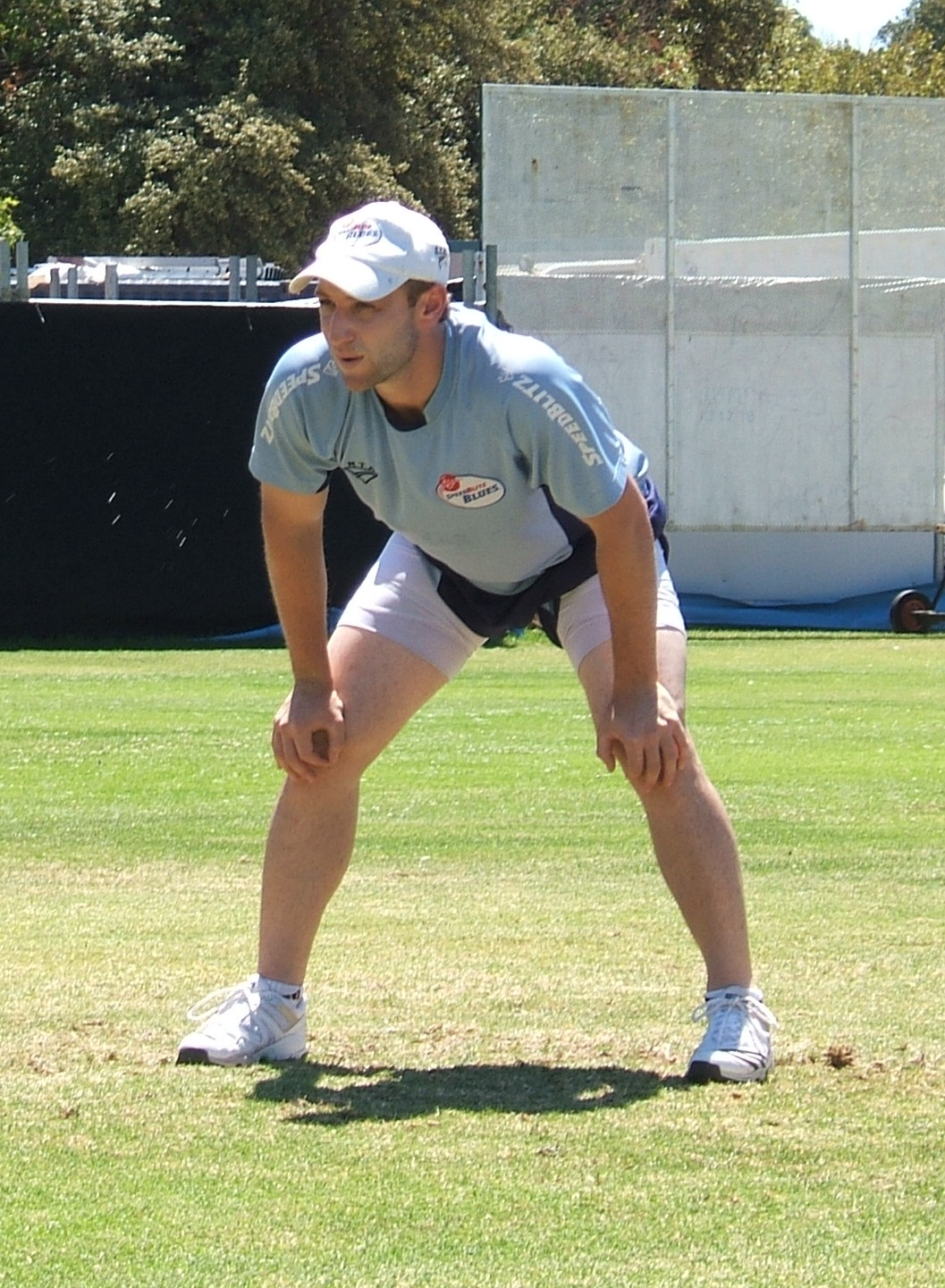
필립 휴스

필립 조엘 휴스(영어: Phillip Joel Hughes, 1988년 11월 30일 ~ 2014년 11월 27일)는 오스트레일리아의 크리켓 선수이다.
2007년부터 뉴사우스웨일스 소속으로 활약했으며, 2009년 미들섹스에 입단한 뒤 20세의 나이에 무대에 프로 무대에 데뷔하였다. 이후 햄프셔, 시드니 선더, 사우스오스트레일리아, 우스터셔, 애들레이드 스트라이커스, 뭄바이 인디언즈를 거쳐 2014년 사우스오스트레일리아로 복귀하였다.
또한 오스트레일리아 크리켓 국가대표팀 소속으로 테스트 크리켓에서 활약했으며, 2009년 2월 26일 더반에서 열린 남아프리카 공화국과의 경기에 출전해 첫 이닝에서 혼자서 115점을 올려 역대 오스트레일리아 국가대표팀에서 더그 월터스 다음으로 어린 나이에 센추리 타자가 되는 영광을 안았다. 또한 두 번째 이닝에서 160점을 기록해 역대 오스트레일리아 국가대표팀에서 최연소로 한 경기에서 두 번의 센추리 타자가 되는 기록을 남겼으며, 2013년 1월 11일 멜버른에서 열린 스리랑카와의 경기에서 오스트레일리아 국가대표팀 사상 최초로 ODI 데뷔 경기에서 센추리 타자가 되는 기록을 세웠다.
2014년 11월 25일 뉴사우스웨일스와의 셰필드 실드 경기 도중 목에 공을 맞아 척추 동맥이 파열되어 의식을 잃었으며, 시드니에 있는 세인트 빈센트 병원으로 옮겨 집중치료를 받았으나 결국 2일 뒤 지주막하 출혈로 사망했다.
사망 이후 오스트레일리아 크리켓 협회 및 마이클 클라크 국가대표팀 주장, 토니 애벗 총리 등 등 다수의 오스트레일리아 유명 인사들이 조의를 표했으며, 오스트레일리아 크리켓 협회는 국가대표팀에서 그가 사용했던 번호인 64번을 영구 결번 처리하였다.
그 해 12월 3일 뉴사우스웨일스주의 맥스빌에서 장례식이 거행되었으며, 토니 애벗 총리 및 마이클 클라크, 제임스 서덜랜드, 애런 핀치, 톰 쿠퍼 등 국가대표팀 동료들이 참석했다. 또한 2015년 3월 2일 열리는 네팔과의 경기를 휴스를 기념하기 위한 경기로 지정했으며, 휴스를 기리기 위해 한 이닝 당 63 오버씩으로 제한했다.

## 같이 보기
- 레이 채프먼